# 能美線
能美線（日语：／）是一條連接石川縣石川郡鶴來町（現時：白山市）鶴來站至能美郡根上町（現時：能美市）新寺井站之間，由北陸鐵道經營的鐵路線。通稱和愛稱為能美電（日语：／）。在1980年（昭和55年）9月14日全線廢除。
列車會在鶴來站直通運輸至北陸鐵道石川線野町站方向。

## 路線數據
- 路線距離（營業距離）：16.7公里（最頂盛時期）[3]
- 車站數目：21座（包含起終點站）
- 軌距：1067毫米
- 雙線區間：沒有（全線單線）
- 電氣化區間：全線（直流電600V）德久變電站、（能美電氣鐵道時代）回轉變流機（交流電一方450伏特，直流電一方600伏特）直流電一方輸出功率150kW。一台常用，一台後備。製造商：明電舍（日语：明電舎）[4]

## 歷史
在1922年（大正11年），為了方便旅客前往辰口溫泉、湯谷礦泉和辰口馬場等觀光景點，以及運送九谷燒的原料和九谷焼等貨物。以寺井野村地主，九谷燒商酒井芳為首，共有29名發起人，共同申請許可。在這些發起人中，還有根上村長森喜平與寺井野村長，同時為石川縣九谷燒陶磁器同業組合連合會會長石崎蕃。
在計劃當初，鐵路的軌距預定為762毫米及使用蒸氣機車，這是由於這個軌距不需要把來自石川鐵道的蒸氣機車進行改變軌距，後來由於不需要該蒸氣機車，因此便把計劃改為軌距1067毫米和電氣化鐵路。在翌年1923年（大正12年）1月得到鐵道大臣的許可。同年9月，投入60萬日圓資本創立能美電氣鐵道株式會社。發起人只有三位是來自起點所在地根上村（後來變為根上町），這看出該村沒有積極的態度建設鐵路線，部分地區還有一些反對活動。導致開通被延誤。在1925年年中，新寺井至新鶴來（於手取川左岸的天狗隧道入口附近）之間開通。
在新鶴來開通前後期間，公司管理層爆發了爭執。神田重義與小川德三郎勾結，密謀驅逐酒井義。對此，酒井指控神田涉嫌欺詐，神田於1925年12月入獄。但是神田很快被保釋，並於翌年8月的股東大會上放逐酒井，神田擔任社長並把管理層的人數減少一半。後來神田繼續密謀驅逐小川，當時公司內部分成了神田派和小川派，在大會時經常互相罷免決議，這事情更鬧上法庭。在1928年1月，經金澤地方法院調解達成和解。但是第2期工事因此而延遲。在1924年（大正13年）獲得鐵路敷設許可，寺井至小松町之間的延長線中，把計劃改為新鶴來至鶴來之間。在1931年（昭和6年），天狗山隧道和手取川鐵橋工程開始動工，在翌年1月，天狗山至鶴來之間開通。另外也收購由林光義經營，粟生至小松之間的客運車運輸事業，在1935年（昭和10年）4月27日獲得認可成立能美電巴士，並開始把業務範圍擴展至小松。該巴士業務在轉讓至金澤電氣軌道時共有5條路線 (53.1公里)。
後來在1939年（昭和14年）6月17日的臨時股東大會，通過了以685,561日圓1錢轉讓給金澤電氣軌道。同時也把能美電巴士轉讓。

### 年表
- 1923年（大正12年）
  - 6月20日 批出鐵道許可予能美電氣鐵道（能美郡根上村[9]-同郡山上村[10]之間）[11]。
  - 9月9日 能美電氣鐵道株式會社成立[12][13]。
- 1924年（大正13年）8月15日 批出鐵道許可（能美郡寺井野村[14]-同郡小松町[15]之間）[16]。
- 1925年（大正14年）
  - 3月21日 本寺井至辰口（後來名為辰口溫泉）之間開業[17][18][19]。
  - 6月5日 辰口至新鶴來（後來名為天狗山）之間開業[20][18][21]。
  - 8月13日 新寺井至本寺井之間開業[20][18][22]。
- 1926年（大正15年）
  - 5月24日 批出鐵道許可（能美郡山上村-同郡鶴來村[23]之間）[24]。
  - 5月26日 鐵道許可失效（能美郡寺井野村-同郡小松町之間 原因：未有指指定期限完成工程）[25]。
  - 5月31日 申請把路線延伸（加賀佐野至國府村（日语：国府村 (石川県)）植田之間）。在1927年（昭和2年）7月19日被拒絕（原因：在目前交通狀態沒有急需建設）[26][注 2]。
- 1932年（昭和7年）1月16日 天狗山至鶴來之間開業（即手取川橋樑（天狗橋）和天狗山隧道開通）[27]。新鶴來站改名為天狗山站[注 3]。
- 1934年（昭和9年）7月11日 受到大雨影響，手取川大橋沖毀和手取川堤防決堤，五間堂附近等地段的路基被沖走。列車只於新寺井至天狗山之間來回行李（1935年4月20日重開）[28]。
- 1935年（昭和10年）9月1日 寺井西口至本寺井之間的自動車聯絡站開業。
- 1939年（昭和14年）8月1日 路線轉讓給金澤電氣軌道（日语：金沢電気軌道）[29]。成為金澤電氣軌道能美線。
- 1941年（昭和16年）8月1日 北陸合同電氣（現時：北陸電力）成立，並與金澤電氣軌道合併。
- 1943年（昭和18年）10月13日 隨著北陸鐵道成立，成為該公司的能美線[30]。
- 1944年（昭和19年）6月21日 能美線的鶴來站直接連接北陸鐵道石川線的鶴來站。開始新寺井站與白菊町站之間的直通運輸[30]。
- 1946年（昭和21年）以後 自動車聯絡站和天狗山站被廢除。岩內站改名為加賀岩內站，三口站改名為三口站。
- 1951年（昭和26年）6月30日 濁池站被廢除。
- 1956年（昭和31年）4月1日 辰口站改名為辰口溫泉站[31]。
- 1963年（昭和38年）1月 - 2月 發生昭和38年1月豪雪，使部分時期暫停營業[28]。
- 1968年（昭和43年）9月 宮竹站和湯谷石子站無人化，本寺井、湯谷石子和辰口溫泉各站取消貨運業務[32]。
- 1970年（昭和45年）4月1日 日間時段（早上10時至下午3時）暫停營業[32]。
- 1980年（昭和55年）9月14日 全線被廢除[3]。替代巴士「能美線」開始行走[33][34]。
- 2007年（平成19年）12月31日 能美線替代巴士被取消[35]。

## 運行形態
原則上，列車只於鶴來至新寺井之間來回行走。後來於1949年（昭和24年）6月21日時間表修正起，開始與石川線（直至白菊町前）直通運輸。當時直通至石川線的班次原則上約50分鐘一班。在1953年（昭和28年）11月1日開設急行班次。截至1959年（昭和34年）9月，白菊町至新寺井之間約60分鐘一班。連同鶴來至新寺井之間的區間班次，於能美線內的班次大約每30至60分鐘一班。另外也有白菊町至辰口溫泉之間和辰口溫泉至新寺井之間的區間列車班次。
在1970年4月1日起，日間的班次全部取消，由巴士代行。截至廢站一刻，只有辰口溫泉站可進行列車交會。在早上6時至10時之間每約40分鐘一班，下午3時至9時之間年約90分鐘一班。

## 車站列表
車站名稱和所在地取自廢除一刻。所有車站都在石川縣。
| 中文站名 | 日文站名 | 英文站名           | 站間營業距離 | 累計營業距離 | 接續路線                                           | 所在地       |
| -------- | -------- | ------------------ | ------------ | ------------ | -------------------------------------------------- | ------------ |
| 鶴來     |          | Tsurugi            | -            | 0.0          | 北陸鐵道：石川線                                   | 石川郡鶴來町 |
| 本鶴來   |          | Hontsurugi         | 0.3          | 0.3          |                                                    | 石川郡鶴來町 |
| 岩本     |          | Iwamoto            | 1.2          | 1.5          |                                                    | 能美郡辰口町 |
| 燈台笹   |          | Todashino          | 0.7          | 2.2          |                                                    | 能美郡辰口町 |
| 宮竹     |          | Miyatake           | 1.4          | 3.6          |                                                    | 能美郡辰口町 |
| 三口     |          | Mitsukuchi         | 0.8          | 4.4          |                                                    | 能美郡辰口町 |
| 加賀岩內 |          | Kaga-iwauchi       | 1.0          | 5.4          |                                                    | 能美郡辰口町 |
| 火釜     |          | Higama             | 0.7          | 6.1          |                                                    | 能美郡辰口町 |
| 來丸     |          | Raimaru            | 0.4          | 6.5          |                                                    | 能美郡辰口町 |
| 辰口溫泉 |          | Tatsunokuchi-onsen | 1.1          | 7.6          |                                                    | 能美郡辰口町 |
| 上開發   |          | Kamikaihotsu       | 0.6          | 8.2          |                                                    | 能美郡辰口町 |
| 德久     |          | Tokuhisa           | 1.1          | 9.3          |                                                    | 能美郡辰口町 |
| 湯谷石子 |          | Yunotaniishiko     | 1.6          | 10.9         |                                                    | 能美郡寺井町 |
| 加賀佐野 |          | Kaga-sano          | 0.6          | 11.5         |                                                    | 能美郡寺井町 |
| 末信牛島 |          | Suenobu-ushijima   | 0.7          | 12.2         |                                                    | 能美郡寺井町 |
| 本寺井   |          | Honterai           | 0.8          | 13.0         |                                                    | 能美郡寺井町 |
| 寺井西口 |          | Terai-nishiguchi   | 0.8          | 13.8         |                                                    | 能美郡寺井町 |
| 五間堂   |          | Gokendo            | 0.3          | 14.1         |                                                    | 能美郡根上町 |
| 中之庄   |          | Nakanosho          | 0.7          | 14.8         |                                                    | 能美郡根上町 |
| 加賀福岡 |          | Kaga-fukuoka       | 0.6          | 15.4         |                                                    | 能美郡根上町 |
| 新寺井   |          | Shin-terai         | 1.3          | 16.7         | 日本國有鐵道：北陸本線（寺井站，現時：能美根上站） | 能美郡根上町 |

本寺井站至寺井西口站之間會通過小松市。

## 運輸、收支業續
| 年度 | 客量（人） | 貨運量（公噸） | 營業收入（日圓） | 營業支出（日圓） | 利潤（日圓） | 其他支出（日圓）     | 支付利息（日圓） | 政府補貼（日圓） |
| ---- | ---------- | -------------- | ---------------- | ---------------- | ------------ | -------------------- | ---------------- | ---------------- |
| 1925 | 228,510    | 3,648          | 32,914           | 25,254           | 7,660        | 雜項損失146折舊500   | 14,491           | 13,376           |
| 1926 | 498,980    | 13,303         | 82,961           | 59,663           | 23,298       | 雜項損失5            | 22,054           | 40,116           |
| 1927 | 525,564    | 15,871         | 92,986           | 69,588           | 23,398       |                      | 21,061           | 32,707           |
| 1928 | 496,946    | 20,899         | 92,294           | 68,600           | 23,694       | 雜項損失957          | 18,633           | 32,120           |
| 1929 | 483,750    | 16,672         | 88,470           | 66,861           | 21,609       | 雜項損失545          | 17,636           | 34,653           |
| 1930 | 473,113    | 12,431         | 76,752           | 61,804           | 14,948       | 雜項損失2,672        | 16,154           | 40,613           |
| 1931 | 378,850    | 11,096         | 67,806           | 56,793           | 11,013       | 雜項損失1,557        | 16,010           | 35,229           |
| 1932 | 370,879    | 11,068         | 68,324           | 52,188           | 16,136       | 雜項損失4,164        | 23,263           | 42,059           |
| 1933 | 378,143    | 15,969         | 74,082           | 61,317           | 12,765       | 雜項損失94           | 22,915           | 44,330           |
| 1934 | 388,711    | 17,672         | 76,268           | 76,739           | ▲ 471        | 雜項損失9,652        | 18,337           | 44,416           |
| 1935 | 438,569    | 19,245         | 83,724           | 47,325           | 36,399       | 雜項損失36,698汽車50 | 17,827           | 25,272           |
| 1936 | 477,313    | 20,094         | 92,088           | 58,099           | 33,989       | 雜項損失與折舊1,599  | 17,142           | 8,715            |
| 1937 | 557,678    | 21,662         | 102,540          | 61,302           | 41,238       | 雜項損失與折舊36,498 | 15,396           | 10,527           |
| 1939 | 487,329    | 13,147         | 76,765           | 55,165           | 21,600       | 雜項損失與折舊23,258 | 8,935            | 9,794            |

- 參考自各年度版《鐵道省鐵道統計資料》、《鐵道統計資料》、《鐵道統計》

## 車輛

### 能美電氣鐵道時代
- De1 - 3 在開業時新製造，於1924年由日本車輛製造的木造兩軸車（載客量40人）。後來變為北陸鐵道MoHa541-543和電氣機車EB12形[38]。
- DeHa8 於1930年由日本車輛製造的半鋼製兩軸車（載客量52人）。後來變為北陸鐵道MoHa621和電氣機車EB23形。
- DeHa301 於1937年由木南（日语：木南車両）製造的半鋼製轉向架車。後來變為北陸鐵道MoHa1201。

## 能美電唱歌
《能美電唱歌》歌曲是在1932年（昭和7年），由擔任辰口町教育長山先清一作詞，使用鐵道唱歌旋律創作的歌曲。在第十段歌詞中，記載了新寺井至鶴来之間所有能美線車站名稱（包含濁池）。也有記載沿線的著名景點和名物，例如：手取川、寺井國道上的松樹、九谷燒、湯谷的礦泉場、辰口的杜鵑花和天狗山的岩壁等。

## 路軌遺址
部分路軌遺址變成能美市的市道，並且名為「健康路」。該市道被用作上學道路和散步道。特別是來丸町至火釜町之間成為日本競步代表選手的練習場。
能美市為了紀念能美線開通100年和廢線45年，以成能美市成立20周年。以2025年作為目標，於白山市內從岩本站至天狗橋（除了本鶴來站和鶴來站）之間建設16公里的行人道路線。在各站設置站名牌，牌上展示一些步行距離資訊與站與站之間的距離。

## 注腳

## 相關項目
- 廢線

## 外部連結
- 能美市刊行物一覧 能美電ものがたり （页面存档备份，存于）（日語） - 能美市
- ほっと石川旅ねっと 健康ロード（旧北陸鉄道能美線沿線） （页面存档备份，存于）（日語） - 石川縣觀光聯盟